# (20267) 1998 FU27
A (20267) 1998 FU27 a Naprendszer kisbolygóövében található aszteroida. A LINEAR projekt keretében fedezték fel 1998. március 20-án.